# Chiesa di Santa Margherita dei Cerchi

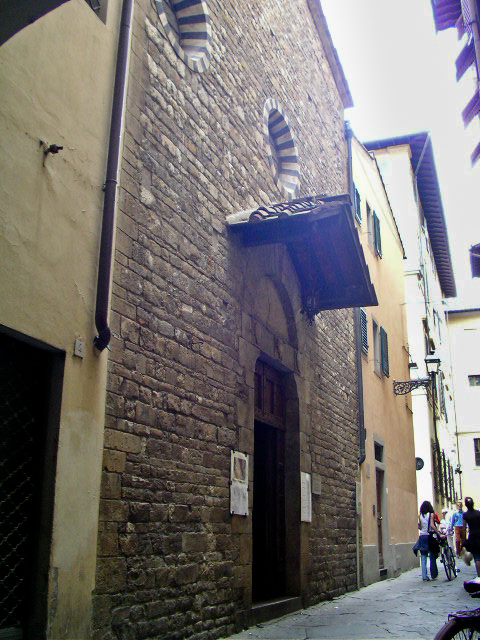
Eingang der Kirche Santa Margherita dei Cerchi

Die Chiesa di Santa Margherita dei Cerchi ist eine Kirche im historischen Zentrum von Florenz, Italien, die der Märtyrerin Margareta von Antiochia geweiht ist. Der Zusatz bezieht sich auf das Geschlecht der Cerchi, die seit 1353 zunächst zusammen mit den Donati und Adimari, dann ab dem 17. Jahrhundert exklusiv das Patronat innehatte.
Sie zählt zu den ältesten erhaltenen Kirchen der Stadt und wurde 1032 das erste Mal urkundlich erwähnt.

## Dantes Kirche
Berühmt wurde die Kirche durch den italienischen Schriftsteller Dante Alighieri und wird auch Dantes Kirche, Chiesa di Dante genannt. Hier soll die Beatrice aus den Werken des Dichters begraben liegen, und in dieser Kirche soll der Dichter 1285 seine Ehefrau Gemma di Manetto Donati geheiratet haben, weshalb die Kirche zu einem Pilgerort für Dante-Liebhaber geworden ist. Besucher, die eine glücklose Liebesbeziehung erlebten, pilgern gerne zu der Kirche, um kleine Zettel mit Wünschen in einen bereitgestellten Korb zu hinterlegen. 

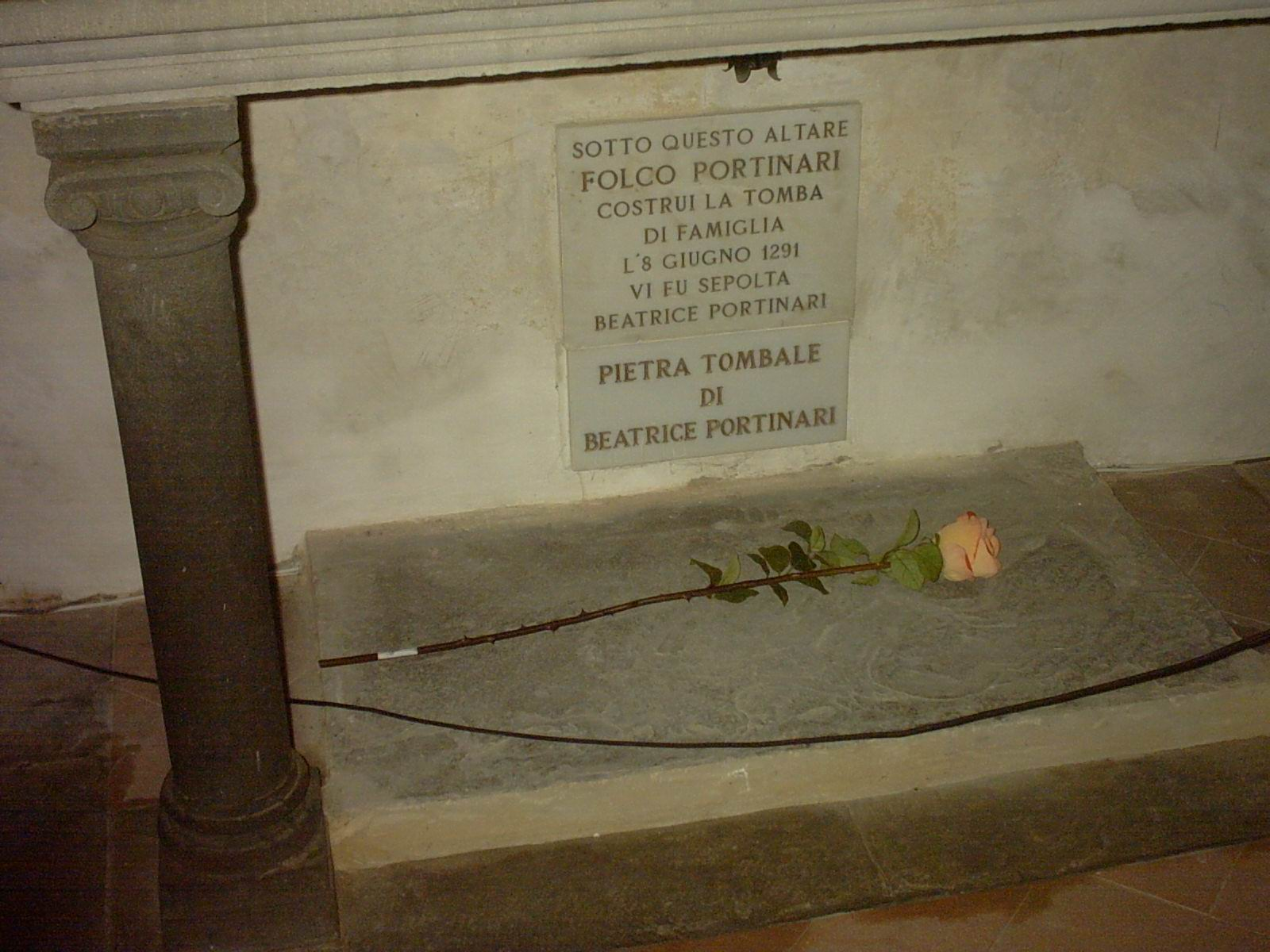
Gedenktafel für Beatrice Portinari an der Familiengrabstätte Portinari in der Kirche

Die Kirche Santa Margherita ist Sitz der „Ehrwürdigen Gesellschaft der Köche“, die dem Heiligen Pascal Baylon gewidmet ist, Schutzheiliger der Köche, dem die Erfindung der berühmten „Zabaglione“ zugeschrieben wird und dessen Grab sich in der Nähe des Hauptaltars befindet.

## Architektur und Ausstattung
Die Fassade der Kirche Santa Margherita dei Cerchi ist eine Facciata a capanna (Giebelfassade) Mauerwerk aus quadratischen Steinblöcken. Das Portal weist eine Lünette auf, überspannt von einem Spitzdach. Oben befinden sich zwei Rosetten, eine direkt über dem Portal, die andere links versetzt.
Der schlichte einschiffige Innenraum endet in einer quadratischen Apsis, die von einem freskenverzierten Tonnengewölbe mit flachem Bogen überspannt wird. In der Mitte befindet sich der steinerne Hauptaltar, der im vorderen Teil von kleinen Säulen gestützt wird. Im Hintergrund steht das Altarbild der Madonna auf dem Thron mit den Heiligen Lucia, Margarete, Agnes und Katharina von Alexandria von Neri di Bicci (Ende 14., Anfang 15. Jahrhundert). Die Predella dieser Tafel, hier durch eine fotografische Kopie vertreten, befindet sich im Museo dell'Accademia Etrusca e della città di Cortona in Cortona. Auf dem rechten Altar befindet sich eine Predella von Domenico di Michelino mit den Geschichten der Heiligen Margarete von Antiochien und auf dem linken Altar eine weitere Predella von Stefano d'Antonio di Vanni, um 1425–1450.

## Trivia
Die Kirche spielt eine wichtige Rolle in Dan Browns Roman Inferno.